# 梅费尔
梅费尔（英語：Mayfair）是英国伦敦市中心的一个区域，位于威斯敏斯特市内。

## 历史
梅费尔英文「Mayfair」得名于一年一度为期两周的“五月博览会”（May Fair），1686年，五月博览会从干草市场（Haymarket）迁到此区的牧人市场（Shepherd Market），直到1764年由于当地的富裕居民感觉这个市场“降低了该区的品味”而被取缔，迁往Bow区的展览会场。
梅费尔的边界大致为西到海德公园，北到牛津街，南到皮卡迪利街和格林公园，东到摄政街。该地区大部分地方最初开发于17世纪中叶到18世纪中叶，是一个时髦的住宅区，在众多的业主中，最著名的是格罗夫纳家族（Grosvenor）。罗特希尔德家族在19世纪买入了大面积的产业。梅费尔的一大片地方属于公有财产。
该地区目前主要是商务区，有许多办公楼，设在改建的住宅和新建筑物内，其中包括主要公司的总部，其租金在伦敦和世界上都属于最昂贵之列。该区也仍然保留大量的住宅物业，一些高档商店和伦敦最大的豪华酒店集中区域，以及许多餐馆。梅费尔的建筑物，包括位于格罗夫纳广场的美國駐英國大使館、皇家艺术研究院、韓德爾故居博物館、伦敦丽兹酒店、格罗夫纳酒店（Grosvenor House Hotel）、克拉瑞芝酒店（Claridge's）和都切斯特饭店（The Dorchester）。
梅费尔的的声誉和威望在流行的观念中还在增长，因为大富翁游戏将梅费尔设置为英国最昂贵的财产。
1926年4月21日，約克的伊利沙伯郡主（後成為英國女王伊莉莎白二世）出生在其外祖父第十四代斯特拉斯莫爾與金霍恩伯爵克勞德·鮑斯-雷昂位於本區的家中。